# Foumbot
Foumbot – miasto w Kamerunie, w Regionie Zachodnim. Liczy około 88,5 tys. mieszkańców.